# Lantosoa Rakotomalala
Dans le nom malgache Rakotomalala Lantosoa, le nom de famille précède le prénom, mais cet article utilise l’ordre habituel en français Lantosoa Rakotomalala, où le prénom précède le nom.
Lantosoa Rakotomalala est une cheffe d'entreprise et femme politique Malgache.

## Biographie
Lantosoa Rakotomalala est experte comptable de formation. Lors du remaniement ministériel opéra par le président Malgache Andry Rajoelina le 29 janvier 2020, elle est nommée à la tête du département ministériel chargé ministre de l’Industrie, du commerce et de l’artisanat,,,,. Avant sa nomination au poste de ministre de l’Industrie, du commerce et de l’artisanat, Lantosoa Rakotomalala a travaillé dans diverses organisations internationales et dans 13 pays.
À la suite de sa nomination en tant qu'ambassadrice extraordinaire et plénipotentiaire de Madagascar aux États-Unis en conseil des ministres le 6 novembre 2024, elle prend ses fonctions le 5 décembre 2024 et remet ses lettres de créance au président américain Joe Biden le 15 janvier 2025.